# Tafunsak

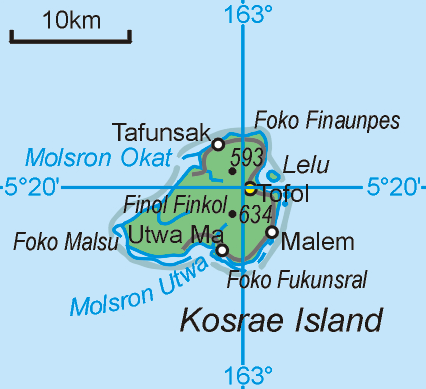
Kaart van Kosrae met Tafunsak in het noorden.

Tafunsak is een gemeente en dorp op Kosrae in Micronesia. Tafunsak is zowel qua oppervlakte (42.8 km²) als qua inwoners (2.457) de grootste gemeente van Kosrae. Tafunsak grenst in het westen aan Lelu en in het zuiden aan Utwe. Tafunsak betekent letterlijk vertaald "half bos, half strand".
Lelu · Malem · Tafunsak · Utwe · Walung